# Grodzisk Mazowiecki
Grodzisk Mazowiecki ist eine Stadt im Powiat Grodziski der Woiwodschaft Masowien in Polen. Sie ist Sitz des Powiat und der gleichnamigen Stadt-und-Land-Gemeinde mit 49.948 Einwohnern (Stand 31. Dezember 2020). Warschau liegt etwa 30 Kilometer nordöstlich.

## Geschichte
Die ersten slawischen Siedlungen an der Stelle des heutigen Grodzisk Mazowiecki bestanden bereits im 11. bis zum 13. Jahrhundert. Die erste feste Ansiedlung entstand im 12. Jahrhundert. Damals entstand vermutlich der Name des Ortes. Grodzisko bedeutet so viel wie befestigte Siedlung.
Die erste urkundliche Erwähnung stammt aus dem Jahr 1355: Tomasz Grodziski ließ eine Kirche in dem Ort errichten. Das Stadtrecht erhielt der Ort am 22. Juli 1522 von Sigismund I. Eigentümer der Stadt war zu diesem Zeitpunkt die Familie Okuń. 1623 ging die Stadt in das Eigentum der Mokronowski über. 1655 wurde der Ort von den Schweden zerstört, 1708 noch einmal. Es folgte eine  Choleraepidemie. 1795 wurde der Ort Teil Preußens und ging 1807 in das Herzogtum Warschau und 1815 nach Kongresspolen ein. Am 14. Juni 1845 wurde Grodzisk Mazowiecki an das Schienennetz angeschlossen und hatte damit direkte Verbindung nach Warschau und Wien. Trotzdem verlor der Ort 1870 sein Stadtrecht. 1881 wurde die erste Fabrik errichtet. 1884 wurde die erste Hydrotherapie-Anstalt im angrenzenden Jordanowice eröffnet. Im Verlauf des Ersten Weltkrieges wurde der Ort zerstört. 1915 erhielt Grodzisk Mazowiecki das Stadtrecht zurück und kehrte drei Jahre später in die Grenzen Polens zurück. Während des Zweiten Weltkrieges verlor der Ort ca. 5000 Einwohner.
Von 1975 bis 1998 gehörte die Gemeinde zur Woiwodschaft Warschau.

## Gemeinde
Zur Stadt-und-Land-Gemeinde (gmina miejsko-wiejska) Grodzisk Mazowiecki gehören die Stadt selbst und 31 Dörfer mit Schulzenämtern.

## Sehenswürdigkeiten
- St.-Anna-Kirche von 1687
- Kapelle des Heiligen Kreuzes von 1713
- „Foksal“-Villa von 1845
- jüdischer Friedhof entstanden etwa 1870
- frühere Hydrotherapie-Anstalt 1884

## Verkehr
Grodzisk Mazowiecki liegt am Abzweig der Bahnstrecke Grodzisk Mazowiecki–Zawiercie von der Bahnstrecke Warszawa–Katowice, wobei die Züge, die abzweigen, in Grodzisk M. nicht halten. Ferner ist Grodzisk M. der Endpunkt der Vorortstrecke Warschau–Grodzisk Mazowiecki.

## Söhne und Töchter der Stadt
- Tadeusz Baird (1928–1981), Komponist
- Mordechaj Bentov (1900–1985), israelischer Journalist und Politiker
- Hanna Malewska (1911–1983), Schriftstellerin und Chefredakteurin der Zeitschrift Znak
- Miguel Najdorf (1910–1997), Schachgroßmeister
- Ewa Partum (* 1945), Poesiekünstlerin, Performancekünstlerin, Filmemacherin und Konzeptkünstlerin
- Alicja Olechowska (* 1956), Sejmabgeordnete
- Marian Woronin (* 1956), Leichtathlet